# Leśna Podlaska (gemeente)
De gemeente Leśna Podlaska is een landgemeente in het Poolse woiwodschap Lublin, in powiat Bialski.
De zetel van de gemeente is in Leśna Podlaska.
Op 30 juni 2004 telde de gemeente 4554 inwoners.

## Oppervlakte gegevens
In 2002 bedroeg de totale oppervlakte van gemeente Leśna Podlaska 97,69 km², waarvan:
- agrarisch gebied: 79%
- bossen: 15%

De gemeente beslaat 3,55% van de totale oppervlakte van de powiat.

## Demografie
Stand op 30 juni 2004:
| Omschrijving                   | Totaal | Totaal | Vrouwen | Vrouwen | Mannen | Mannen |
| ------------------------------ | ------ | ------ | ------- | ------- | ------ | ------ |
| eenheid                        | aantal | %      | aantal  | %       | aantal | %      |
| inwoners                       | 4554   | 100    | 2276    | 50      | 2278   | 50     |
| bevolkingsdichtheid (inw./km²) | 46,6   | 46,6   | 23,3    | 23,3    | 23,3   | 23,3   |

In 2002 bedroeg het gemiddelde inkomen per inwoner 1348,46 zł.

## Aangrenzende gemeenten
Biała Podlaska, Huszlew, Janów Podlaski, Konstantynów, Stara Kornica